# Le Sel-de-Bretagne
Le Sel-de-Bretagne (en bretó Ar Sal) és un municipi francès, situat a la regió de Bretanya, al departament d'Ille i Vilaine. L'any 2006 tenia 767 habitants.

## Demografia
| 1962                                       | 1968 | 1975 | 1982 | 1990 | 1999 |
| ------------------------------------------ | ---- | ---- | ---- | ---- | ---- |
| 445                                        | 456  | 404  | 451  | 501  | 514  |
| Des de 1962: població sense dobles comptes |      |      |      |      |      |

## Administració
| Període | Identitat      | Partit        |
| ------- | -------------- | ------------- |
| 2001-   | Gilbert Ménard | Divers gauche |